# بول مكلوسكي
بول مكلوسكي (بالإنجليزية: Paul McCloskey)‏ مواليد 3 أغسطس 1979 في أيرلندا الشمالية، هو ملاكم محترف أيرلندي يصنف ضمن فئة وزن خفيف الوسط بدأ مسيرته الاحترافية سنة 2005 حيث انتصر في نزاله الأول.

## المسيرة الاحترافية
من نزالاته:
- خسر أمام ديماركوس كورلي بالضربة الفنية القاضية (05-05-2012).
- خسر أمام أمير خان بقرار فني (16-04-2011).

## إحصائيات
خاض خلال مسيرته 27 نزالا، فاز في 24 وخسر في 3. فاز بالضربة القاضية في 12 نزالا.

## وصلات خارجية
- بول مكلوسكي على موقع بوكس ريك (الإنجليزية) (registration required)
- بول مكلوسكي على موقع اتحاد ألعاب الكومنولث (مؤرشف) (الإنجليزية)

- الموقع الرسمي